# Erker
Erker (njem.), izbočena i povišena prigradnja na pročelju ili uglu kuće, redovito bez potpornja; vrsta poligonalnog ili ovalnoga, zatvorenog balkona s prozorima na svim stranama.
Javlja se u stambenim i javnim građevinama gotike i njemačke renesanse, a čest je i u arhitekturi baroka i druge polovice 19. stoljeća.